# Penya la Blasca
La Penya la Blasca és una muntanya de 1.119 metres d'altura, ubicada al terme municipal de Banyeres de Mariola, a l'Alcoià. És el cim més alt de Serra de Fontanella.